# Знак Огня
«Знак Огня» — студийный альбом Бориса Гребенщикова, вышедший 22 июня 2020 года и завершающий собой трилогию, начатую альбомами «Соль» (2014) и «Время N» (2018).

## Об альбоме
По словам Бориса Гребенщикова, работа над альбомом началась в августе 2018 года. 19 июля 2019 года он запустил краудфандинговую компанию по сбору средств на запись пластинки на платформе Planeta.ru. К заявленной дате — 1 февраля 2020 года удалось собрать 4 607 221 рублей. Однако альбом не вышел, так как Гребенщиков захотел доработать песни, варианты которых ему не понравились.
Весной, оказавшись в Лондоне, на самоизоляции, БГ запустил Youtube-проект «Подношение интересному времени», где, в частности, были опубликованы песни «Вон Вавилон» и «Масала Доса», вошедшие в альбом. В апреле 2020 года исполнитель объявил дополнительный сбор средств на оплату студии.
Вечером 22 июня релиз появился на всех цифровых площадках.
В общей сложности, создание материала заняло 7 лет. Запись велась на студиях по всему миру: в Санкт-Петербурге, Лондоне, на Кубе, в Калифорнии и Израиле. В работе над альбомом Гребенщикову помогала интернациональная команда музыкантов, включая продюсера и мультиинструменталиста Джеймса Халлауэла, с которым была записана большая часть песен, мексиканско-американского гитариста Омара Торреса и кубинского трубача Роберто Гарсиа.

## Отзывы критиков
Ярослав Забалуев (РБК): «Самостоятельно сделанная ещё в начале пути абсурдистская прививка помогла Борису Гребенщикову с некоторым усилием стряхнуть с себя трагическое мировосприятие — нужное на определённых этапах, но вряд ли полезное в долговременной перспективе. Одиннадцать песен „Знака Огня“ — одиннадцать точек обзора, складывающихся в понимание того, что точка зрения на мир не что иное, как в известном смысле личный выбор каждого его жителя. Графически его отражает написанное через прочерк название „Не Судьба“ — как писал князь Пётр Вяземский, мы часто жалуемся на судьбу, забывая, что мы сами эта самая судьба и есть».

## Список композиций
1. Альфа
2. Вон Вавилон
3. Баста Раста
4. Мое имя Пыль
5. Вечное возвращение
6. Знак
7. Изумрудная песня
8. Масала доса
9. Хиханьки да хаханьки
10. Не судьба
11. Мой ясный свет
12. Поутру в поле
13. Ода